# Ізоляція (психологія)
Ізоляція (нім. Isolierung) — захисний механізм у психоаналітичній теорії, який вперше запропонував Зиґмунд Фройд. Хоча ця концепція пов’язана з психологічним витісненням, вона вирізняється кількома способами. Вона характеризується як психічний процес, що передбачає створення розриву між неприємним або загрозливим усвідомленням та іншими думками та почуттями. Мінімізуючи асоціативні зв'язки з іншими думками, загрозлива когніція запам'ятовується рідше і з меншою ймовірністю  впливає на самооцінку чи Я-концепцію. Фройд проілюстрував цю концепцію на прикладі людини, яка починає хід думок, а потім зупиняється на мить, перш ніж перейти до іншої теми. Його теорія стверджувала, що вставляючи інтервал, людина «символічно дає зрозуміти, що вона не дозволить своїм думкам про це враження чи діяльність вступити в асоціативний контакт з іншими думками». Як захист від шкідливих думок, ізоляція запобігає тому, щоб ці когніції ставали повторюваними й, можливо, шкодили Я-концепції.

## Докази
Численні дослідження підтверджують висновок, що люди захищаються від загроз шляхом психічної ізоляції. Дослідження показали, що репресори обробляють інформацію поспішно, поверхнево або мінімально. Коли їм надають якусь негативну інформацію, вони часто породжують спонтанні радісні думки чи почуття, мінімізуючи її вплив. Люди з депресією сприймають інформацію набагато ретельніше, незалежно від того, хороша вона чи погана. Такий високий рівень обробки створює сильні асоціативні зв’язки зі схожою інформацією. Коли людина у депресії намагається уникнути пошкодження когнітивних функцій, вона часто думає про інші негативні думки. Докази досліджень на людях і тваринах показують, що ізоляція викликає чутливість до соціальних загроз і спонукає до відновлення соціальних зв’язків.
Одне дослідження показало, що люди залишалися задоволеними своїми результатами, попри негативний зворотний зв’язок, якщо їм вдавалося ізолювати цей зворотний зв’язок від стандартів продуктивності. Дослідники надавали стандарти або перед виконанням завдання, або після виконання, але до зворотного зв’язку, або ж після і виконання, і зворотного зв’язку. Люди, які отримали стандарти заздалегідь, запам’ятали їх так само добре, як і інші, але просто їх ігнорували. Їм вдалося ізолювати свій зворотний зв'язок від стандартів, тим самим мінімізуючи загрозу для самооцінки. Ті, хто отримав стандарти пізніше, були менш задоволені своїми результатами, оскільки не могли уникнути усвідомлення свого недостатнього успіху в порівнянні з нормою. Таку форму ізоляції називають тривіалізацією.
Ще одним примітним видом ізоляції є так зване «часове блокування», коли певна сприйнята невдача або недолік ховається у минулому людини, фактично усуваючи його вплив на її теперішнє «я». Цей тип сепарації від минулого можна побачити в релігійному наверненні або досвіді «народження знову», у певних програмах подолання наркозалежності та у викиданні злочинних файлів у правовій системі. Ці соціально прийняті практики фактично роблять ізоляцію соціально допустимою, принаймні в певних випадках; і ця поведінка, здається, знімає частину стресу від минулих подій. Люди з низькою самооцінкою часто використовують часові дужки, коли описують минулі невдачі. Ізолюючи себе від будь-якого проступку, який вони починають усвідомлювати, вони стверджують, що він не має жодного відношення до їхнього поточного стану або стосунків з людьми.

### Вплив
Дослідження показали, що ті, хто пригнічує звички, мають менше сумних спогадів, ніж інші люди, але різниця полягає у вторинних асоціаціях. Дослідження репресорів показало, що вони мали так само сильні негативні реакції на погані спогади; однак ці спогади не викликали у них стільки інших негативних почуттів, як у не репресорів. Для опису цього явища було створено вислів «архітектура менш складних емоцій». Репресори мають погані спогади, як і будь-хто інший, але вони менше їх турбують, оскільки спогади відносно ізольовані в пам’яті. Більшість сучасних дослідників погоджуються, що ізоляція є одним із найбільш ефективних і важливих механізмів захисту від шкідливих когніцій. Це механізм подолання, який не потребує обману реальності, що робить його більш правдоподібним, ніж деякі альтернативи (заперечення, сублімація, проєкція тощо). Потрібні будуть подальші дослідження, щоб твердження про ізоляцію можна було вважати цілком конкретними.